# Taze Kand-e Lalaklu
Taze Kand-e Lalaklu – wieś w Iranie, w ostanie Azerbejdżan Zachodni, w szahrestanie Mijandoab. W 2006 roku liczyła 518 mieszkańców.